# Triaenodes inflexus
Triaenodes inflexus là một loài Trichoptera trong họ Leptoceridae. Chúng phân bố ở miền Tân bắc.